# Ödön Holits
Ödön Holits (7 de diciembre de 1886 – 2 de abril de 1970) fue un atleta húngaro.  Compitió en salto de longitud masculino en los Juegos Olímpicos de Verano de 1908.  También jugó al fútbol y jugó como portero en la selección nacional de Hungría.  Holits también se desempeñó como director de la selección nacional de fútbol de Hungría en 1924.